# Joe Muscatt
Joe Muscatt (15 de diciembre de 1997) es un futbolista británico, nacionalizado maltés, que juega en la demarcación de centrocampista para el Braintree Town FC de la National League South.

## Selección nacional
Debutó con la selección de fútbol de Malta el 7 de octubre de 2020. Lo hizo en un partido amistoso contra Gibraltar que finalizó con un resultado de 2-0 a favor del combinado maltés tras los goles de Kyrian Nwoko y de Triston Caruana.

## Clubes
| Club                     | País       | Año       | Partidos | Goles |
| ------------------------ | ---------- | --------- | -------- | ----- |
| Salford City FC (cedido) | Inglaterra | 2019      | 2        | 0     |
| Bolton Wanderers FC      | Inglaterra | 2019      | 1        | 0     |
| SC Paderborn II          | Alemania   | 2020-2021 | 0        | 0     |
| Welling United FC        | Inglaterra | 2021-2022 | 13       | 0     |
| Billericay Town FC       | Inglaterra | 2022      | 4        | 0     |
| Braintree Town FC        | Inglaterra | 2022-     | 19       | 0     |